# José Moreira da Rocha
José Moreira da Rocha (Sobral, 24 de março de 1871 — Rio de Janeiro, 22 de agosto de 1934) foi um magistrado e político brasileiro. Governou o Ceará, de 12 de julho de 1924 a 19 de maio de 1928.

## Biografia

### Juventude
Foi o segundo dos três filhos do comendador José Antônio Moreira da Rocha e de Ermelinda Carolina da Silva Rocha. Seu irmão mais velho era Leopoldo Jorge Moreira da Rocha. Pelo lado materno, era neto do coronel Joaquim Ribeiro da Silva. Sua família se transferiu para Fortaleza, em 1877, donde pouco tempo depois foi para a Bahia, a fim de estudar no Ginásio Baiano, fundado pelo Barão de Macaúbas.
Aos 14 anos incompletos terminou os estudos preparatórios e entrou para a Estrada de Ferro de Baturité como praticante de telégrafo e depois para as oficinas da mesma Estrada como praticante de tornearia. Aos 15 anos, matriculou-se na Faculdade de Direito do Recife e, aos 19, recebeu o grau de bacharel em ciências jurídicas.

### Magistratura
Como estudante em Recife, fez parte de quase todas as sociedades de estudantes naquela época e foi um dos redatores da Revista Acadêmica. Exerceu os cargos de promotor público das comarcas de Pacatuba, Canindé e Maranguape e juiz municipal de Maranguape. Aos 22 anos, foi nomeado juiz de direito de Maranguape e, aos 38, Desembargador da Relação de Fortaleza.
Verificada uma vaga no Superior Tribunal de Justiça do Ceará, em 1908, foi organizada uma lista contendo dez nomes dos juízes de direito com mais de quatro anos de efeito exercício neste cargo – seis por antiguidade e quatro por merecimento. Moreira da Rocha foi escolhido pelo presidente do estado, Antônio Pinto Nogueira Accioli, para preencher a vaga de desembargador.

### Administração pública
Sua primeira experiência com a administração pública ocorreu em 1914, como secretário da Fazenda do Ceará, no segundo governo do Coronel Benjamim Liberado Barroso (1914-1916), quando enfrentou as agruras da famosa seca de 1915.
Em 1916 João Tomé de Saboia e Silva assumiu a presidência do Ceará, apoiado pela união do seu partido democrata com o partido conservador, chefiado na Zona Norte do estado por Francisco de Almeida Monte. Quando da composição de seu secretariado, nomeou secretário de Interior e Justiça, o juiz de direito da Comarca de Sobral, seu primo José Saboia de Albuquerque. Nos últimos dias de 1918, nomeou prefeito de Fortaleza o engenheiro militar sobralense, capitão (bem mais tarde general) Rubens Monte. Este fato determinou a renúncia, em caráter irrevogável, do Dr. José Saboia e a cisão dos dois partidos. Para ocupar a titularidade vacante da pasta, o presidente do estado nomeou, a 2 de janeiro de 1919, o desembargador Moreira da Rocha.

### Governo
Decorrido o governo de Justiniano de Serpa (1920-1923), irromperam novos dissídios na política cearense: os liderados por Nogueira Accioli e os conservadores  indicaram o nome de José Accioli para a presidência do Ceará, e os partidários de Paula Rodrigues e Moreira da Rocha, então unificados sob o comando do João Tomé  de Saboia e Silva ,desfraldaram a candidatura deste político. Uniram-se conservadores e democratas, firmando acordo em que se comprometeram, mutuamente, a aceitar e prestigiar o nome de José Moreira da Rocha como postulante à presidência do estado, conciliado das divergências existentes entre os dois grupos partidários.
Em eleições livres, através, do voto popular direto e secreto, realizado a 12 de maio de 1924, o desembargador Moreira foi eleito presidente do estado do Ceará, tomando posse a 12 de julho do mesmo ano, para um mandato de quatro anos: 1924-1928. Logo no início de seu governo, o presidente José Moreira da Rocha defrontou-se com a legião cearense do trabalho, criada pelo então tenente Severino Sombra; a incursão da Coluna Prestes; a insurreição de Juazeiro do Norte; e até a visita  indesejada do bando de Lampião.
Podemos destacar como de sua autoria a inauguração (parcial) do serviço de água e esgoto da capital e a construção uma ponte de desembarque do porto de Fortaleza (a chamada Ponte Metálica).
Seu governo foi um dos mais polêmicos da história do Ceará. Aderindo à causa conservadora, foi acusado de ser autoritário e nepotista e de desviar verbas públicas. Na Assembleia Legislativa, enfrentou ferrenha oposição dos democratas, principalmente na pessoa do deputado Antônio Botelho de Sousa.
Em 24 de outubro de 1927, enfermo, Moreira da Rocha pediu licença à Assembleia Legislativa para se afastar do governo, permissão esta que lhe foi concedida em 19 de maio do ano seguinte. O presidente do estado então viaja para o Recife, deixando como o presidente de Assembleia, Eduardo Henrique Girão. Uma semana depois, o presidente renunciou seu mandato.

### Últimos anos
Em 16 de setembro, o Partido Conservador lança o nome de Moreira da Rocha como seu candidato à deputado federal e, no dia 30, foi eleito, derrubando os concorrentes Maurício de Lacerda e Álvaro Fernandes. O primeiro ainda chegou a contestar a vitória do desembargador, mas Moreira da Rocha assumiu sua cadeira na Câmara dos Deputados em 3 de dezembro, e neste cargo veio a falecer, aos 65 anos, no Rio de Janeiro, então capital federal. Seu corpo foi sepultado no Cemitério São João Batista.
Apesar de seu governo ser lembrado como um dos menos ditosos, uma das mais importantes avenidas de Fortaleza é chamada de Desembargador Moreira, em sua homenagem.
Moreira da Rocha era casado com Abigail Alves do Amaral, filha do coronel José Correia do Amaral e de Maria Júlia Alves, com quem teve três filhos:
- Jorge Moreira da Rocha;
- Carlos Alberto Moreira da Rocha;
- Maria Júlia Moreira da Rocha.